# 1944 (canción)
«1944» es una canción compuesta por Jamala, e interpretada en inglés y tártaro de Crimea por Jamala. Fue elegida para representar a Ucrania en el Festival de la Canción de Eurovisión de 2016 tras ganar la final ucraniana, Nacionalnij Vidbir, en 2015; se declaró ganadora del Festival de Eurovisión, consiguiendo la segunda victoria para Ucrania tras Ruslana con «Wild Dances» en 2004.

## Trasfondo y letra
«1944» habla sobre la deportación de los tártaros de Crimea ocurrida en la década de los años 40 por la Unión Soviética a manos de Iósif Stalin. Particularmente, Jamala se inspiró en la historia de su bisabuela Nazylkhan, quien siendo veinteañera fue deportada a Asia Central junto a sus cinco hijos. Una de sus hijas no sobrevivió al viaje. Mientras tanto, el bisabuelo de Jamala estaba luchando junto al Ejército Rojo en la Segunda Guerra Mundial y por eso no pudo proteger a su familia.
El estribillo de la canción está en tártaro de Crimea y son frases que Jamala declara haber escuchado de su bisabuela: «No pude pasar mi juventud aquí, porque os llevasteis mi paz». A nivel musical, el duduk, tocado por Aram Kostandyan, y la técnica de canto mugam forman parte de la canción.

## Festival de Eurovisión

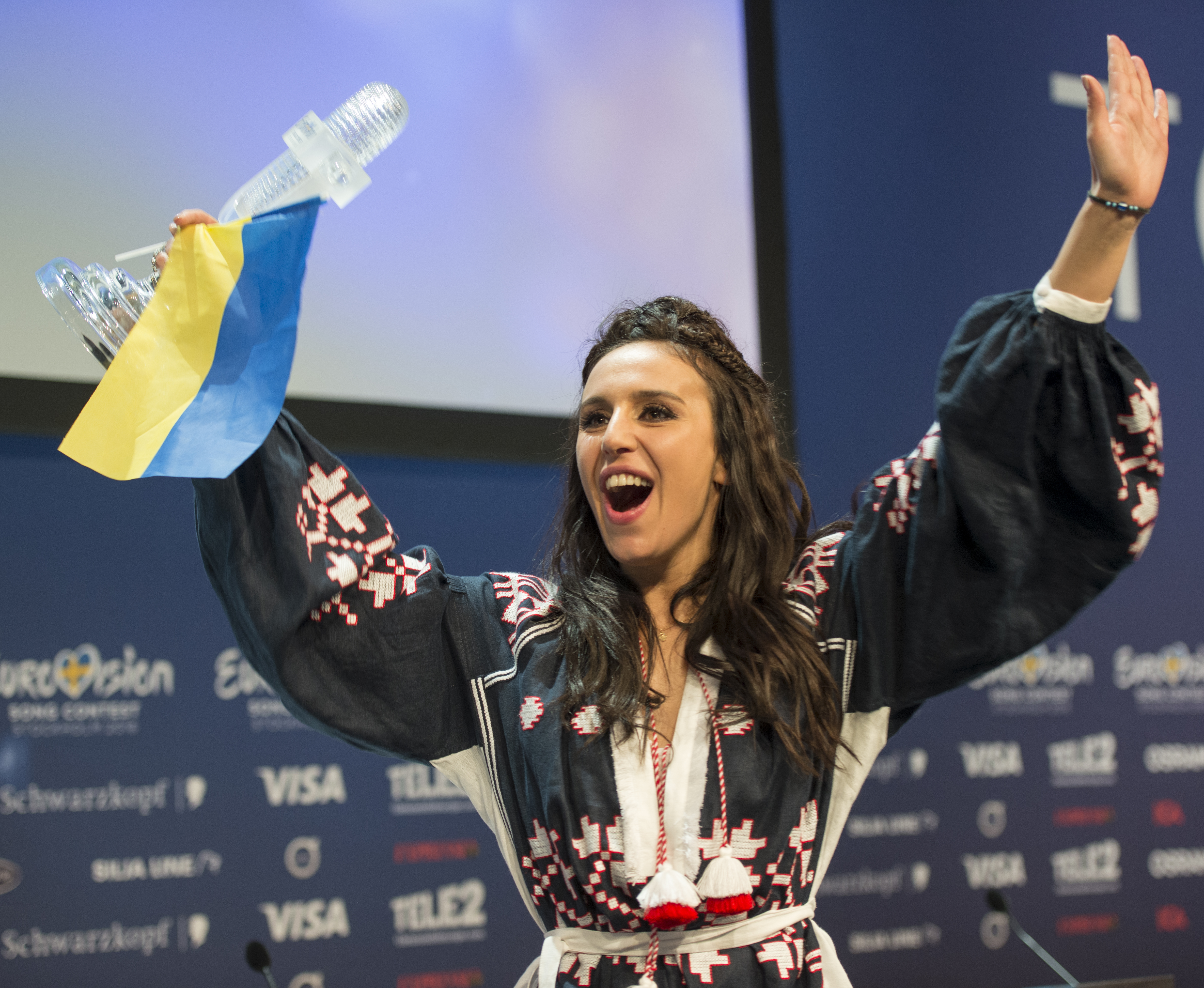
Jamala tras ganar el Festival de la Canción de Eurovisión 2016.

### Nacionalnij Vidbir
En enero de 2016, Jamala fue anunciada como una de los 18 participantes en la final nacional ucraniana para elegir a su representante para Eurovisión. Jamala interpretó su canción en la primera semifinal el 6 de febrero de ese año, donde recibió 18 puntos, siendo la canción más votada en esa semifinal. Más tarde, el 21 de febrero, la canción fue interpretada en la final junto a otras 5 canciones, y finalmente recibió 11 puntos, declarándose ganadora del certamen y siendo elegida para representar a Ucrania en el Festival de la Canción de Eurovisión de 2016.

### Festival de la Canción de Eurovisión 2016
Esta canción fue la representación ucraniana en el Festival de la Canción de Eurovisión 2016.
El 25 de enero de 2016, se organizó un sorteo de asignación en el que se colocaba a cada país en una de las dos semifinales, además de decidir en qué mitad del certamen actuarían.
Así, la canción fue interpretada en décimo lugar durante la segunda semifinal, celebrada el 12 de mayo de ese año, precedida por Dinamarca con Lighthouse X interpretando «Soldiers of love» y seguida por Noruega con Agnete Johnsen interpretando «Icebreaker». Durante la emisión del certamen, la canción fue anunciada entre los diez temas elegidos para pasar a la final, y por lo tanto cualificó para competir en esta. La canción había quedado en segundo puesto de 18 con 287 puntos.
Días más tarde, durante la final celebrada el 14 de mayo de 2016, la canción fue interpretada en 21.er lugar, precedida por Letonia con Justs interpretando «Heartbeat» y seguida por Malta con Ira Losco interpretando «Walk on water». Finalmente, durante la emisión de los televotos, la canción se declaró ganadora del certamen con 534 puntos.

#### Acusaciones de politización
En una entrevista a The Guardian en febrero de 2016, Jamala declaró que la canción también le recordaba a sus familiares que viven en Crimea actualmente, alegando que desde la anexión rusa de 2014 «los tártaros de Crimea viven en territorio ocupado». La letra de la canción, sin embargo, no hace mención a esta anexión: las reglas de Eurovisión prohíben las canciones que incluyen «contenido político». 
Tras la selección de la canción para participar en Eurovisión, políticos y autoridades rusas acusaron a Ucrania de utilizar la canción para «ofender a Rusia» y «aprovecharse  de la tragedia de los tártaros para imponer a los televidentes europeos una visión falsa de supuesto hostigamiento a los tártaros en la Crimea Rusa».
El 9 de marzo de 2016, la Unión Europea de Radiodifusión determinó que el título o la letra de la canción no incluyen «discurso político», por lo que se le permitía participar en Eurovisión.